# 腓立比
腓立比（转写：Philippoi）是在東馬其頓的一個城市，在公元前356年由腓力二世建立。在十四世紀的鄂圖曼帝國統治之下被廢棄。

## 起源
腓立比由马其顿国王腓力二世建立，建造该市的目标是为了控制附近潘盖翁山的金矿，并控制安菲波利斯和尼亚波利之间的道路，从东方穿过马其顿到西方伟大的皇家道路的一部分。

## 羅馬時代
该市于凯撒被暗杀后的罗马内战期间再次出场。他的继承人马克·安东尼和屋大维面对凯撒的行刺者，馬爾庫斯·布魯圖斯和盖乌斯·卡西乌斯在前42年10月在城西平原进行腓立比战役。安东尼和屋大维在这反对共和派最终的战役中获胜。他们解散了一些老兵，可能是第28罗马军团，安置他们在该市，新建了Colonia Victrix Philippensium。前30年，屋大维成为罗马皇帝，改组该殖民地，在此定居更多殖民者，老兵们可能是之前的 羅馬禁衛軍和其他意大利人。该市改名为Colonia Iulia Philippensis，前27年1月，屋大维从罗马元老院接受元首称号。于是再改为Colonia Augusta Iulia Philippensis。
第二次改名后，也许是第一次改名后，腓立比土地分为正方形，分配给殖民者。该市保留了马其顿城墙、其总体规划通过在希腊阿格拉遗址略东的位置建造一个广场缓解偏于一边的情况。这是一个「微型的罗马」，通行罗马国内法，并由2位直接由罗马委任的军官杜姆维勒统治。
公元49年或50年，使徒保罗受异象引导来到这里（使徒行传16:9-10），同来的有西拉、提摩太，可能还有路加，使徒行传的作者，保罗第一次在欧洲土地上的腓立比讲道（使徒行传16:12-40），并在城西的河里为一个卖紫色布匹的商人吕底亚施浸。在腓立比时，他赶逐一个行巫术的使女身上的邪灵，引起全城大骚乱，使得保罗和西拉被众人棍击并被捕（使徒行传16:16-24）。一场地震打开了监牢的门。禁卒醒来，以为犯人已经逃走，准备自杀。保罗阻止了他，说所有犯人还在那里。于是禁卒成为欧洲最早的基督徒之一（使徒行传16:25-40）。这时，那里还有一个犹太团体和一个犹太会堂（有碑刻证明）。

## 早期的基督宗教時代

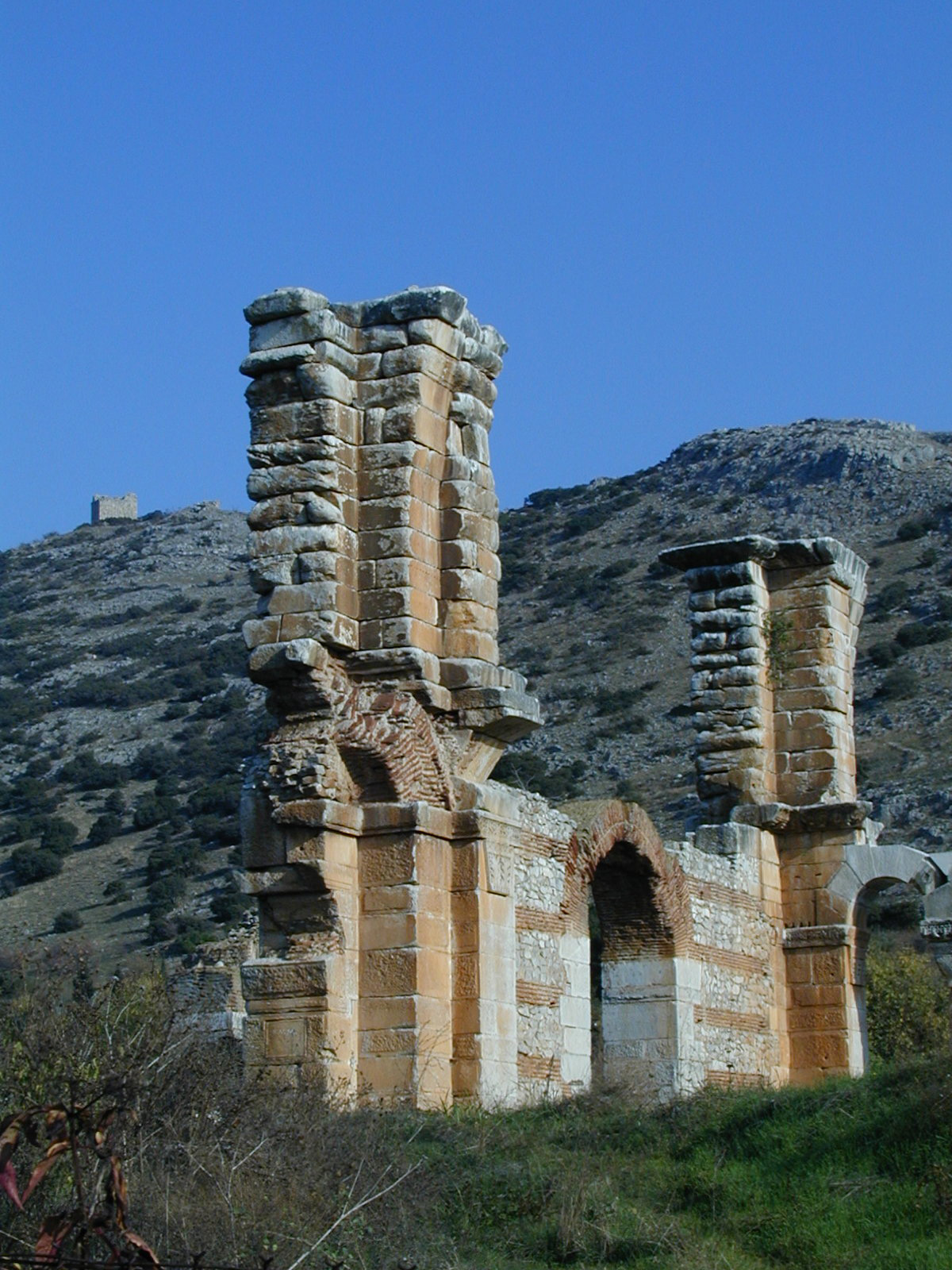
从西南方看长方形教堂B，背景是雅典卫城

该市第一个教堂证实是一个小型建筑，可能起源于一个小型祈禱室。據波菲里奧主教所述，这个保罗长方形教堂建於343年，及地板上鑲嵌著馬賽克。 
尽管这里没有保罗创立基督徒团体的考古或文字证据，该市在5世纪和6世纪的繁荣要因他和他的殉道團體而起。和其他城市一样，这时建造了许多新的教会建筑。从4世纪中叶到6世纪末，腓立比建造了7个教堂，有些在规模和装饰上可和帖撒罗尼迦、甚至君士坦丁堡最美的建筑竞争。與位於君士坦丁堡的教堂比較，复杂的主教座堂圍繞着八角座堂，以取代5世纪末的保罗长方形教堂。 
在同一个年代，该城重建了防御工事以抵御自巴尔干而來的威脅。473年，该市被东哥特人围困，但未能攻取，只摧毁了附近的村庄。

## 拜占庭和鄂圖曼帝國時代
6世纪末斯拉夫人和547年查士丁尼大瘟疫的入侵削弱该市，毁灭了马其顿农业经济，619年，该市几乎被一次地震完全摧毁，此后再未恢复。7世纪这里还有少量的活动，但现在该市比一个村庄大不了多少。不知何时，该市被抛弃。当16世纪法国旅行家皮埃尔·贝隆来到这里时，这里除了废墟一无所有，被土耳其人当作采石场。该市的名称被附近平原的一个土耳其村庄菲利贝吉克所继承，该村已经消失，现在有一个希腊村庄在山上。

## 遗址的考古學挖掘

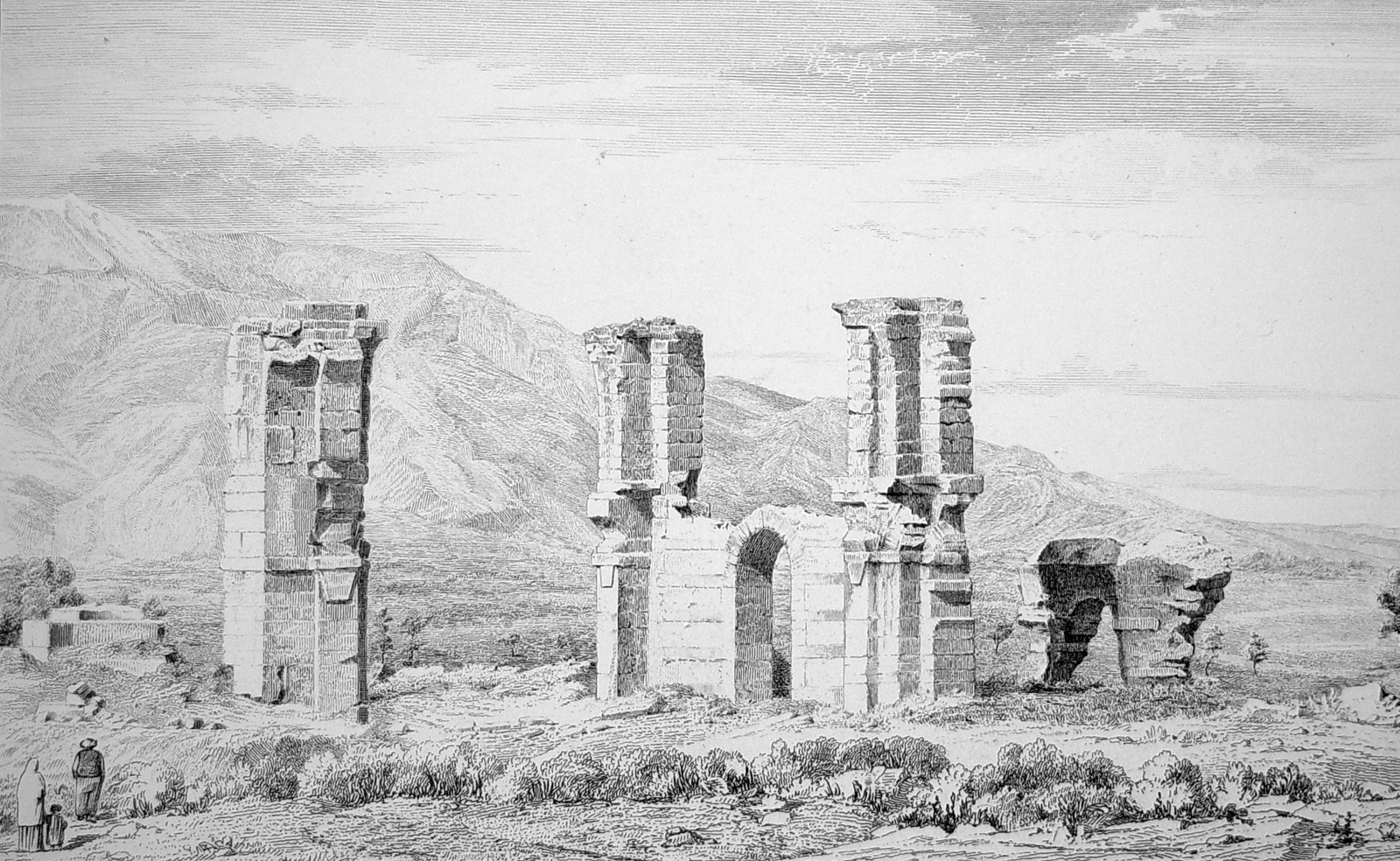
柱子（大教堂B）废墟，1861年H. 多梅特画

16世纪的旅行者注意到该市并作了简单描述，对该市第一次考古描述是1856年的佩罗特，然后是1861年的L. 豪泽伊和H. 多梅特的著名的「马其顿考古传教会」。不过第一次挖掘直到1914年夏天才开始，不久被第一次世界大战中断。1920年恢复，由雅典法国学校挖掘、运输，持续到1937年。这期间希腊剧院、广场、长方形教堂A和B、浴室和城墙都被挖掘出来。第二次世界大战后，希腊考古学家回到遗址。从1958年到1978年考古协会和帖撒罗尼迦大学挖出了主教地区和八角形教堂、大型私人住宅、靠近博物馆一个新的长方形教堂和城東墓地的另外2座。